# Internationales Seminar für Analytische Psychologie Zürich
El Internationales Seminar für Analytische Psychologie Zürich (ISAP Zürich) (Instituto internacional de psicología analítica en Zúrich) es un instituto de capacitación en psicología analítica según Carl Gustav Jung en Zúrich y ofrece conferencias públicas, capacitación avanzada certificada y estudios de posgrado que conducen a un diploma en psicología analítica.
La institución es uno de los mayores centros de formación psicoterapéutica de Suiza.